# António Carmona Rodrigues
António Pedro de Nobre Carmona Rodrigues, né le 23 juin 1956 à Lisbonne, est un ingénieur et homme politique portugais. Il est ministre des Travaux publics entre 2002 et 2004, maire de Lisbonne entre 2004 et 2005, puis 2005 et 2007.

## Biographie

### Formation et carrière
Il intègre en 1973 l'Institut supérieur technique (IST) et en ressort diplômé cinq ans plus tard. Il rejoint alors l'université technique de Delft où il se spécialise en génie hydraulique fluvial.
Il revient au Portugal en 1981 et devient enseignant à la Nouvelle université de Lisbonne, où il passe avec succès son doctorat de génie écologique un an après. Entre 1993 et 1995, il est conseiller du secrétaire d'État chargé de l'Environnement et des Ressources naturelles.

### Débuts en politique: élu municipal puis ministre
Proche du Parti social-démocrate (PPD/PSD), il est élu au conseil municipal de Lisbonne, comme indépendant, qui bascule d'ailleurs à droite, lors des élections locales de décembre 2001. Le 6 avril 2003, il est nommé ministre des Travaux publics, des Transports et du Logement dans le gouvernement de coalition du Premier ministre libéral José Manuel Durão Barroso.

### Maire de Lisbonne
À la suite de la démission de Barroso, nommé président de la Commission européenne, les sociaux-démocrates choisissent pour lui succéder le maire de Lisbonne, Pedro Santana Lopes. Celui-ci prend ses fonctions le 17 juillet 2004 et le lendemain, Carmona Rodrigues le remplace en tant que chef de l'exécutif de la capitale portugaise.
Après la défaite du PPD/PSD aux élections législatives anticipées du 20 février 2005, Santana Lopes reprend ses fonctions à Lisbonne le 15 mars suivant.
Il ne se représente cependant pas aux élections locales qui se tiennent le 9 octobre 2005. Carmona Rodrigues est alors investi tête de liste du PPD/PSD pour le conseil municipal. Le jour du scrutin, il arrive avec 42,4 % des voix, soit seize points d'avance sur les socialistes. Ne détenant que 8 sièges sur 17, il forme une coalition avec le Parti populaire (CDS-PP), qui dispose d'un élu.
Du fait d'une crise politique, l'exécutif municipal tombe le 17 mai 2007. Le gouvernement convoque de nouvelles élections le 15 juillet 2007. Le PPD/PSD choisit comme tête de liste l'ancien ministre Fernando Negrão mais Carmona Rodrigues refuse de se désister et monte sa propre liste, Lisboa com Carmona. Il remporte 16,6 % des voix et 3 sièges sur 17, se plaçant ainsi en deuxième position derrière le socialiste António Costa.
Il siège jusqu'aux élections de 2009, puis quitte la politique.